# Black Winter Day
Black Winter Day – minialbum fińskiego zespołu Amorphis, wydany w styczniu 1995 roku przez wytwórnię Relapse Records.

## Twórcy
- Tomi Koivusaari - śpiew, gitara rytmiczna
- Esa Holopainen - gitara prowadząca
- Olli-Pekka Laine - gitara basowa
- Jan Rechberger - perkusja
- Kasper Mårtenson - instrumenty klawiszowe

## Lista utworów
1. "Black Winter Day" (Martenson, Traditional) – 3:48
2. "Folk of the North" – 1:19
3. "Moon and Sun" (Koivusaari) – 3:35
4. "Moon and Sun Pt. II: North's Son" (Koivusaari, Traditional) – 5:10
5. "Light My Fire" (utwór dodatkowy; cover The Doors) – 2:52